# Pastel de semilla de alcaravea
El pastel de semilla de alcaravea es una torta muy antigua y tradicional en la gastronomía del Reino Unido, que se prepara condimentando la mezcla con semillas de alcaravea. La alcaravea se ha usado desde hace mucho tiempo en la cocina británica, principalmente para condimentar panes, pasteles y frutas, y en cierta época los pasteles de semillas de alcaravea se preparaban para marcar el final de la siembra del trigo en primavera. Estos pasteles en particular más tarde evolucionaron en la típica torta de la hora del té condimentada de una manera distintiva, se acostumbra servirlo caliente y acompañado con mantequilla. Fue muy popular durante la época Victoriana usando una receta descrita por Mrs Beeton.